# Fromage (juego de mesa)
Fromage es un juego de mesa de estrategia diseñado por Matthew O’Malley y Ben Rosset, ilustrado por Pavel Zhovba y publicado por la editorial Road to Infamy.

## Jugabilidad
La temática de Fromage gira en torno a la fabricación de queso, ambientado en la Francia de principios del siglo XX, donde cada jugador recibe un tablero, tres trabajadores y 15 fichas de queso. El juego se centra alrededor de un tablero circular dividido en cuatro cuadrantes, cada uno con su condición de puntuación. En cada ronda, todos los jugadores pueden usar uno de sus trabajadores para colocar una ficha de queso en una ranura del cuadrante frente a ellos. Una vez que todos hayan jugado, el tablero se gira a 90 grados, de modo que cada jugador quede en frente a un nuevo cuadrante. Esto se repite hasta que uno de los jugadores ya no tenga fichas de queso, dando lugar a la puntuación final.
Cada ranura requiere un cierto tipo de trabajador y un grado determinado de añejamiento del queso. Cuanto más añejado esté, mayor será la puntuación, pero también aumentará el tiempo necesario para recuperar el trabajador. Por ejemplo, un queso añejado durante un mes permite recuperar al trabajador en la siguiente ronda, mientras que uno de tres meses requiere una rotación de 270 grados. Además de producir queso, los trabajadores también pueden recolectar recursos necesarios para llenar ciertas ranuras, comprar mejoras en las fábricas de los jugadores, hacer más queso y cumplir objetivos.
Se estima lanzar una expansión independiente de Fromage tematizada en la producción de queso en Italia llamado Formaggio en el 2026.

## Recepción
Después de una campaña de Kickstarter en 2023, se lanzó Fromage el 22 de noviembre del siguiente año con una recepción positiva. Wargamer describió el juego como “el juego de mesa más quesudo de la historia”.